# Brit Awards de 2019
O Brit Awards de 2019 foi realizado em 20 de fevereiro de 2019, na The O2 Arena, em Londres. Esta foi a 39ª edição da premiação anual de música pop da British Phonographic Industry. Em 26 de novembro de 2018, Jack Whitehall foi anunciado como apresentador pela segundo ano consecutivo. O designer David Frank Adjaye foi anunciado como o designer oficial da estatueta da premiação. Em dezembro de 2018, Clara Amfo, da BBC Radio 1, apresentou os nomeados.
Em 11 de fevereiro de 2019, foi anunciado que Hugh Jackman abriria a cerimônia com uma canção da trilha sonora de The Greatest Showman. A cantora Pink fez a apresentação final da premiação.
| Artista                                         | Canção | Apresentado por      |
| The BRITs Are Coming                            | The BRITs Are Coming                                                                                                  | The BRITs Are Coming |
| ----------------------------------------------- | --- | -------------------- |
| Jess Glynne                                     | "Thursday" | Clara Amfo           |
| George Ezra                                     | "Hold My Girl" | Clara Amfo           |
| Not3s Mabel                                     | "Fine Line" "My Lover"                                                                                                | Clara Amfo           |
| Little Mix                                      | "Think About Us" | Clara Amfo           |
| Sam Fender                                      | "Play God" | Clara Amfo           |
| Premiação                                       | |                      |
| Hugh Jackman                                    | "The Greatest Show"                                                                                                   | —                    |
| George Ezra Hot 8 Brass Band                    | "Shotgun" | Jack Whitehall       |
| Little Mix Ms Banks                             | "Woman Like Me" | Jack Whitehall       |
| Jorja Smith                                     | "Don't Watch Me Cry"                                                                                                  | Jack Whitehall       |
| Rag'n'Bone Man Dua Lipa Sam Smith Calvin Harris | "Giant" (Calvin Harris e Rag'n'Bone Man) "Promises" (Calvin Harris e Sam Smith) "One Kiss" (Calvin Harris e Dua Lipa) | Jack Whitehall       |
| Jess Glynne H.E.R.                              | "Thursday" | Jack Whitehall       |
| The 1975                                        | "Sincerity Is Scary"                                                                                                  | Jack Whitehall       |
| P!nk                                            | "Walk Me Home" Just like Fire" Just Give Me a Reason" (com Dan Smith) "Try" What About Us"                            | Jack Whitehall       |

## Vencedores e nomeados
As nomeações haviam sido reveladas em 12 de janeiro de 2019.
| Álbum Britânico do Ano | Prêmio Especial de Reconhecimento |
| --- | --- |
| - The 1975 – A Brief Inquiry into Online Relationships - Anne-Marie – Speak Your Mind - Florence and the Machine – High As Hope - George Ezra – Staying at Tamara's - Jorja Smith – Lost & Found | - Prêmio de Sucesso Global: Ed Sheeran (apresentado por Roman Kemp) - Contribuição Excepcional para a Música: P!nk |
| Single Britânico do Ano (apresentado por Liam Payne e Winnie Harlow) | Vídeo Britânico do Ano |
| - Calvin Harris and Dua Lipa – "One Kiss" - Anne-Marie – "2002" - Clean Bandit (com participação de Demi Lovato) – "Solo" - Dua Lipa – "IDGAF" - George Ezra – "Shotgun" - Jess Glynne – "I'll Be There" - Ramz – "Barking" - Rudimental (com participação de Jess Glynne, Macklemore & Dan Caplen) – "These Days" - Sigala & Paloma Faith – "Lullaby" - Tom Walker – "Leave a Light On" | - Little Mix (com participação de Nicki Minaj) – "Woman Like Me" - Anne-Marie – "2002" - Calvin Harris & Dua Lipa – "One Kiss" - Clean Bandit (com participação de Demi Lovato) – "Solo" - Dua Lipa – "IDGAF" - Jax Jones (com participação de Ina Wroldsen) – "Breathe" - Jonas Blue (com participação de Jack & Jack) – "Rise" - Liam Payne & Rita Ora – "For You" - Rita Ora – "Let You Love Me" - Rudimental (com participação de Jess Glynne, Macklemore & Dan Caplen) – "These Days" |
| Artista Solo Britânico (apresentado por Daniel Sturridge e Paloma Faith) | Artista Solo Britânica (apresentado por H.E.R. e Nile Rodgers) |
| - George Ezra - Aphex Twin - Craig David - Giggs - Sam Smith | - Jorja Smith - Anne-Marie - Florence and the Machine - Jess Glynne - Lily Allen |
| Grupo Britânico (apresentado por Vicky McClure e Natalie Dormer) | Melhor Revelação Britânica (apresentado por Clarie Amfo e Alice Levine) |
| - The 1975 - Arctic Monkeys - Gorillaz - Little Mix - Years & Years | - Tom Walker - Ella Mai - Idles - Jorja Smith - Mabel |
| Artista Solo Masculino Internacional | Artista Solo Feminina Internacional |
| - Drake - Eminem - Kamasi Washington - Shawn Mendes - Travis Scott | - Ariana Grande - Camila Cabello - Cardi B - Christine and the Queens - Janelle Monáe |
| Grupo Internacional | Escolha da Crítica (apresentado por Clara Amfo no The BRITs Are Coming) |
| - The Carters - Brockhampton - Chic - First Aid Kit - Twenty One Pilots | - Sam Fender - Lewis Capaldi - Mahalia |